# Risoba kebea
Risoba kebea är en fjärilsart som beskrevs av Bethune-Baker 1906. Risoba kebea ingår i släktet Risoba och familjen trågspinnare. Inga underarter finns listade.